# Stéphane Bellavance
Vous pouvez aider à l'améliorer ou bien discuter des problèmes sur sa page de discussion.
- Il n’est pas rédigé dans un style encyclopédique. (Marqué depuis mars 2018)
- Il doit être recyclé. La réorganisation et la clarification du contenu sont nécessaires. (Marqué depuis mars 2018)

Pour les articles homonymes, voir Bellavance.
Stéphane Bellavance est un acteur et animateur de télévision québécois né le 25 mai 1974 à Laval (Québec).

## Biographie
Depuis le 26 avril 2010, il anime le jeu-questionnaire interactif Synchro sur la Télévision de Radio-Canada. Il est également animateur de Génial! à Télé-Québec depuis septembre 2010.
Depuis 2013, il anime l'émission de VRAK Tv, Arrange-toi avec ça!
Stéphane Bellavance est un comédien, un animateur et un improvisateur. Après ses quatre années d’études à l’École nationale de théâtre, il tente de faire son nom et c’est l’arrivée de la nouvelle chaîne de télévision, VRAK Tv, en 2001 qui lui permet de le faire. Il participe aux émissions jeunesse Réal-It et Réal-tv, où il joue le rôle de Fred, puis il tient la barre de l’émission, A+. Les contrats d’animation affluent pour la nouvelle tête d’affiche de la station, qui se voit alors confier les rênes de l’émission de métamorphose-déco Méchant Changement, puis de l’émission de variétés, Le Steph Show. Il se joint également aux éditions 2008 et 2009 deKARV, l'anti.gala. En 2010, Stéphane assure l’animation du jeu questionnaire interactif, Synchro à Radio-Canada et du quiz scientifique Génial!, à Télé-Québec. Passionné de jeu et des planches, il partage aussi son temps entre les pièces de théâtre auxquelles il prend part, son travail occasionnel de metteur en scène et la direction des deux théâtres d’été, le Théâtre du Chenal-du-Moine, à Sorel, et le Théâtre des Marguerites, à Trois-Rivières, dont il est copropriétaire. On peut également entendre la voix de Stéphane sur les ondes de la radio CKOI et, depuis 2013, il anime l’émission de VRAK Tv, Arrange-toi avec ça! Après un été comme animateur d'une émission à radio-canada nommé Par ici l'été, Stephane retourne sur les ondes de la chaîne cette fois-ci comme animateur du quiz Au Suivant! Dans ce quiz des plus compliqués mais tellement divertissant, le duel Kif Kif ainsi que les cylindres rendent ce jeu captivant tous les vendredis soirs, 19h sur Ici Télé.Il anime aussi présentement l'émission « Moi j'mange ».

## Filmographie
- Réal-IT (2001-2005) : Fred
- Réal-TV (2001-2004) : Fred
- A+ (2004-2005)  animateur
- Méchant changement (2004-2009) : animateur
- Le Steph show (2009-2010) : animateur
- Karv, l'anti.gala édition 2008 : coanimateur avec Réal Béland (fils) et Marie-Mai
- Karv, l'anti.gala édition 2009 : animateur
- Synchro (2010) : animateur
- Horrorarium (Épisode : Halloween)
- Il était une fois dans le trouble (Épisode : Bien bon band) : musicien
- Il était une fois dans le trouble (Épisode : Méchant changement chez Jee) : animateur de Méchant changement
- Génial! : animateur
- Arrange-toi avec ça!
- Karv, l'anti.gala édition 2015 : animateur
- Par ici l'été
- Au suivant
- On joue au docteur : participant
- Moi, j’mange
- Tricheur